# ボザーロ
ボザーロ（伊: Bosaro）は、イタリア共和国ヴェネト州ロヴィーゴ県にある、人口約1,400人の基礎自治体（コムーネ）。

## 地理

### 位置・広がり

#### 隣接コムーネ
隣接するコムーネは以下の通り。
- アルクア・ポレージネ
- グアルダ・ヴェーネタ
- ポレゼッラ
- ポンテッキオ・ポレージネ
- ロヴィーゴ

### 気候分類・地震分類
ボザーロにおけるイタリアの気候分類 (it) および度日は、zona E, 2466 GGである。
また、イタリアの地震リスク階級 (it) では、zona 3 (sismicità bassa) に分類される。

## 行政

### 分離集落
ボザーロには、以下の分離集落（フラツィオーネ）がある。
- Balladore, Bosco del Monaco, Chiaviche Roncagalle, Gagliani, Gorghetto, Passo